# Christopher Operi
Christopher Operi, né le 29 avril 1997 à Abidjan en Côte d'Ivoire, est un footballeur international ivoirien qui évolue au poste d'arrière gauche à l'İstanbul Başakşehir.

## Biographie

### En club

#### SM Caen
Christopher Operi est formé au SM Caen, qu'il rejoint en 2012. Il joue son premier match en professionnel le 26 octobre 2016, à l'occasion d'une rencontre de Coupe de la Ligue face à l'AS Nancy-Lorraine. Il est titulaire au poste d'arrière gauche et son équipe s'incline par quatre buts à deux ce jour-là. Il s'agit de sa seule apparition avec l'équipe première du club bas-normand.

#### LB Châteauroux
Le 24 juillet 2017, Christopher Operi s'engage pour un contrat de trois saisons avec le LB Châteauroux, club évoluant en Ligue 2. Il joue son premier match sous ses nouvelles couleurs le 22 septembre 2017, lors d'une rencontre de championnat perdue par Châteauroux face au Gazélec Ajaccio (2-1). Il ne joue pas beaucoup lors de sa première année au club, mais réalise davantage d'apparitions en 2018-2019. Il s'impose finalement comme titulaire en 2019-2020. Cette saison-là, il inscrit son premier but en professionnel, le 13 décembre 2019, lors d'une défaite en championnat face à l'AS Nancy-Lorraine (2-1).

#### KAA La Gantoise
En fin de contrat avec Châteauroux, Christopher Operi s'engage le 2 juin 2021 avec le club belge du KAA La Gantoise pour un contrat de deux ans. Son premier match avec sa nouvelle équipe lui permet de découvrir la coupe d'Europe, lors d'un match de Ligue Europa Conférence face à Vålerenga. Il signe ensuite sa première passe décisive lors de la deuxième journée de championnat face au Beerschot V.A. Toutefois, le temps de jeu d'Operi est peu conséquent sur l'ensemble de la saison. Malgré cela, ayant joué le quatrième tour de la Coupe de Belgique, il fait partie des joueurs gantois remportant le trophée en 2022 face au RSC Anderlecht.

#### Le Havre AC
Le 30 juin 2022, Christopher Operi quitte La Gantoise pour s'engager en faveur du Havre AC pour deux saisons. Il marque ses deux premiers buts avec son nouveau club lors de la quatrième journée de Ligue 2 face à l'AS Saint-Etienne (0-6). Régulièrement titulaire sur le flanc gauche de la défense, il participe activement à la bonne saison du Havre, en signant notamment le centre qui permet à Josué Casimir d'inscrire le but qui valide le titre de champion de Ligue 2 du club normand lors de la dernière journée de championnat.
Le 20 août 2023, pour son premier match en Ligue 1, il signe une passe décisive pour Daler Kouziaïev. Il récidive une semaine plus tard face au Stade rennais en centrant sur la tête de Nabil Alioui, et prend provisoirement la tête du classement des passeurs décisifs du championnat. Le 14 janvier suivant, il marque son premier but en Ligue 1 d'une frappe de l'extérieur de la surface contre l'Olympique lyonnais.

#### İstanbul Başakşehir FK
Le 7 janvier 2025, le club de Süper Lig İstanbul Başakşehir a signé Operi pour 3,5 ans.

### En sélection
Le 23 mai 2024, alors qu'il avait publiquement déclaré son intérêt pour la sélection ivoirienne,  Christopher Operi est convoqué par Émerse Faé pour deux rencontres des éliminatoires pour la Coupe du monde 2026 face au Gabon et au Kenya. Le 7 juin, il dispute ses premières minutes en équipe nationale en entrant en jeu face au Gabon.

## Statistiques
| Saison                | Club                  | Championnat           | Championnat | Championnat | Championnat | Coupe nationale | Coupe nationale | Coupe nationale | Coupe de la Ligue | Coupe de la Ligue | Coupe de la Ligue | Compétition(s) continentale(s) | Compétition(s) continentale(s) | Compétition(s) continentale(s) | Compétition(s) continentale(s) | Total | Total | Total |
| Saison                | Club                  | Division              | M.          | B.          | P.d.        | M.              | B.              | P.d.            | M.                | B.                | P.d.              | Comp.                          | M.                             | B.                             | P.d.                           | M.    | B.    | P.d.  |
| 2016-2017             | SM Caen               | Ligue 1               | -           | -           | -           | -               | -               | -               | 1                 | 0                 | 0                 | -                              | -                              | -                              | -                              | 1     | 0     | 0     |
| 2017-2018             | LB Châteauroux        | Ligue 2               | 2           | 0           | 0           | 1               | 0               | 0               | -                 | -                 | -                 | -                              | -                              | -                              | -                              | 3     | 0     | 0     |
| 2018-2019             | LB Châteauroux        | Ligue 2               | 22          | 0           | 0           | 2               | 0               | 0               | 1                 | 0                 | 0                 | -                              | -                              | -                              | -                              | 25    | 0     | 0     |
| 2019-2020             | LB Châteauroux        | Ligue 2               | 23          | 2           | 1           | 1               | 0               | 0               | -                 | -                 | -                 | -                              | -                              | -                              | -                              | 24    | 2     | 1     |
| 2020-2021             | LB Châteauroux        | Ligue 2               | 26          | 1           | 2           | 1               | 0               | 0               | -                 | -                 | -                 | -                              | -                              | -                              | -                              | 27    | 1     | 2     |
| Sous-total            | Sous-total            | Sous-total            | 73          | 3           | 3           | 5               | 0               | 0               | 1                 | 0                 | 0                 | -                              | -                              | -                              | -                              | 79    | 3     | 3     |
| 2021-2022             | KAA La Gantoise       | Division 1A           | 10          | 0           | 1           | 1               | 0               | 0               | -                 | -                 | -                 | C4                             | 6                              | 0                              | 0                              | 17    | 0     | 1     |
| 2022-2023             | Le Havre AC           | Ligue 2               | 35          | 2           | 2           | -               | -               | -               | -                 | -                 | -                 | -                              | -                              | -                              | -                              | 35    | 2     | 2     |
| 2023-2024             | Le Havre AC           | Ligue 1               | 28          | 3           | 5           | 1               | 0               | 1               | -                 | -                 | -                 | -                              | -                              | -                              | -                              | 29    | 3     | 6     |
| 2024-2025             | Le Havre AC           | Ligue 1               | 13          | 0           | 2           | 1               | 0               | 0               | -                 | -                 | -                 | -                              | -                              | -                              | -                              | 14    | 0     | 2     |
| Sous-total            | Sous-total            | Sous-total            | 76          | 5           | 9           | 2               | 0               | 1               | -                 | -                 | -                 | -                              | -                              | -                              | -                              | 78    | 5     | 10    |
| Total sur la carrière | Total sur la carrière | Total sur la carrière | 159         | 8           | 13          | 8               | 0               | 1               | 2                 | 0                 | 0                 | -                              | 6                              | 0                              | 0                              | 175   | 8     | 14    |

### En sélection nationale
| Saison                | Sélection             | Phases finales        | Phases finales | Phases finales | Éliminatoires | Éliminatoires | Matchs amicaux | Matchs amicaux | Total | Total |
| Saison                | Sélection             | Compétition           | M              | B              | M             | B             | M              | B              | M     | B     |
| --------------------- | --------------------- | --------------------- | -------------- | -------------- | ------------- | ------------- | -------------- | -------------- | ----- | ----- |
| 2023-2024             | Côte d'Ivoire         | -                     | -              | -              | -             | -             | 1              | 0              | 1     | 0     |
| 2024-2025             | Côte d'Ivoire         | -                     | -              | -              | 6             | 0             | -              | -              | 6     | 0     |
| Total sur la carrière | Total sur la carrière | Total sur la carrière | -              | -              | 6             | 0             | 1              | 0              | 7     | 0     |

## Palmarès
- Le Havre AC
  - Champion de France de Ligue 2 en 2023